# منشور تیلور
سالنامه سناخریب، منشور تیلور (انگلیسی: Sennacherib's Annals) سالنامه متعلق به سناخریب پادشاه امپراتوری آشور است. آنها بر روی تعدادی از مصنوعات حکاکی شده‌اند، و نسخه‌های نهایی در سه منشور سفالی که با همان متن حکاکی شده‌اند، یافت شد: منشور تیلور در موزه بریتانیا، مؤسسه شرقی منشور در مؤسسه خاورشناسی دانشگاه شیکاگو و منشور اورشلیم در موزه اسرائیل در اورشلیم نگهداری می‌شود.
منشور تیلور یکی از قدیمی‌ترین مصنوعات خط میخی است که در آشورشناسی مدرن تحلیل شده‌است و چند سال قبل از رمزگشایی مدرن خط میخی پیدا شده‌است.